# Dedna Gora
Dedna Gora je naselje v Občini Sevnica.